# 印度鋼鐵產業

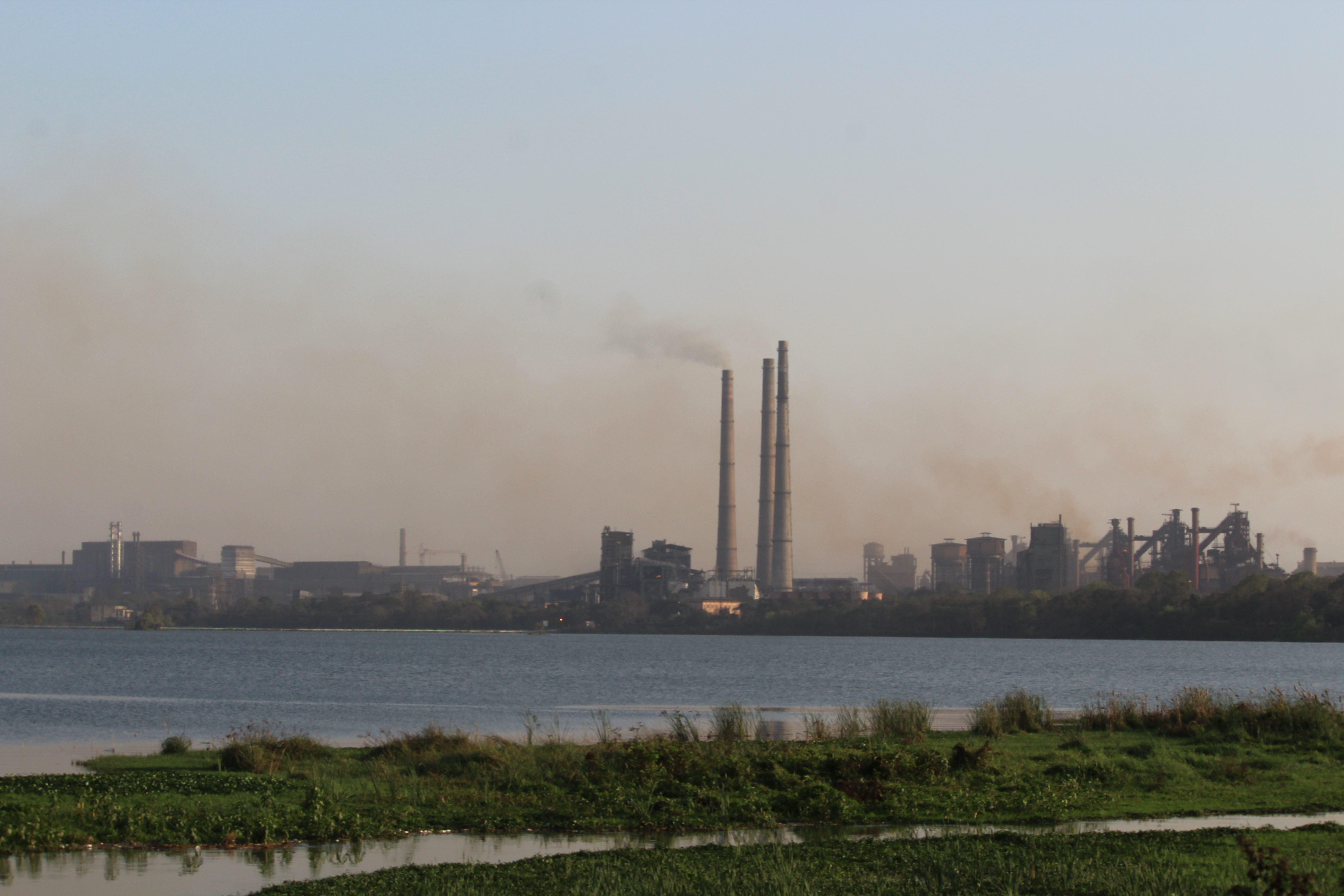
位於賈坎德邦博卡羅鋼鐵城的印度鋼鐵管理局（SAIL）鋼鐵廠是一座超級大型鋼鐵廠 - 印度第二大，SAIL利潤中的45%由此廠而來。

印度鋼鐵產業（英語：iron and Steel industry in India）是該國最重要的產業之一。印度在2019年1月超越日本，成為全球第2大鋼鐵生產國。根據世界鋼鐵協會的數據，印度於 2018年的粗鋼產量為1.065億噸，比2017年的1.015億噸增長4.9%，而取代日本成為世界第2大生產國。日本在當年的產量為1.043億噸，比2017年下降0.3%。
印度如金達不鏽鋼廠、京德勒西南鋼鐵、塔塔鋼鐵、洛伊德金屬能源有限公司（Lloyds Metals & Energy Ltd.）等在內的大多數鋼鐵公司都成立於1970年代和1980年代。印度政府分別於1991年和1992年實施經濟自由化，並將這個產業的許可證制度及管制取消。
根據印度鋼鐵協會 (Indian Steel Association ，ISA) 的數據，該國截至2023年3月的鋼鐵廠總裝置產能為1.54億噸。

## 鋼鐵廠
印度的鋼鐵廠主要分為兩種 - 中小型鋼鐵廠和綜合鋼鐵廠，該國約一半的鋼鐵是由中小型工廠所產。
印度有30多家綜合鋼鐵廠，如下列：
| 名稱                                                                         | 成立年份 | 地點                                        | 營運者                                                 |
| ---------------------------------------------------------------------------- | -------- | ------------------------------------------- | ------------------------------------------------------ |
| Action集團                                                                   | 2004年   | 奧迪薩邦馬拉庫塔（Marakuta）                | Action集團                                             |
| 安庫爾綜合鋼鐵廠（Ankur Industries Integrated Steel Plant）                  | 2023年   | 北方邦戈勒克布爾                            | 安庫爾·烏迪奧格有限公司（Ankur Udyag Ltd.）            |
| 印度合金鋼廠（Alloy Steel Plant）                                            | 1965年   | 西孟加拉邦杜爾加布爾                        | 印度鋼鐵管理局（SAIL）                                 |
| 阿提比爾實業鋼鐵廠（Atibir Industries steel plant）                          | 2009年   | 賈坎德邦博藍迪哈（Bhorandiha）              | 阿提比爾實業公司（Atibir Industries Co.）              |
| BMM鋼鐵廠（BMM Ispat Steel Plant）                                           | 2006年   | 卡納塔卡邦達納普拉                          | BMM鋼鐵有限公司（BMM Ispat Ltd.）                      |
| 比萊鋼鐵廠                                                                   | 1955年   | 恰蒂斯加爾邦比萊                            | 印度鋼鐵管理局                                         |
| 博卡羅鋼鐵廠                                                                 | 1964年   | 賈坎德邦博卡羅鋼鐵城                        | 印度鋼鐵管理局                                         |
| 錢德拉普爾鐵合金廠                                                           | 1974年   | 馬哈拉什特拉邦錢德拉布爾                    | 印度鋼鐵管理局                                         |
| 杜爾加布爾鋼鐵廠                                                             | 1959年   | 西孟加拉邦杜爾加布爾                        | 印度鋼鐵管理局                                         |
| 伊萊克特羅斯蒂爾鑄造廠                                                       | 2011年   | 賈坎德邦博卡羅鋼鐵城                        | 韋丹塔資源有限公司                                     |
| 艾沙鋼鐵                                                                     | 2005年   | 古吉拉特邦哈吉拉                            | 安賽樂米塔爾                                           |
| 卡爾雅尼集團鋼鐵廠                                                           | 1998年   | 卡納塔卡邦戈伯爾                            | 卡爾雅尼集團及木坎德鋼鐵                               |
| IISCO鋼鐵廠                                                                  | 1918年   | 西孟加拉邦阿散索爾                          | 印度鋼鐵管理局                                         |
| 賈亞斯瓦爾尼科實業公司（Jayaswal Neco Industries）                           | 1996年   | 恰蒂斯加爾邦賴布爾                          | 賈亞斯瓦爾尼科實業公司                                 |
| 賈亞斯瓦爾尼科實業公司                                                       | 1972年   | 馬哈拉什特拉邦那格浦爾                      | 賈亞斯瓦爾尼科實業公司                                 |
| 金達不鏽鋼廠（賈賈普爾）                                                     | 1970年   | 奧迪薩邦賈賈普爾                            | 金達不鏽鋼廠（賈賈普爾）                               |
| 金達不鏽鋼廠（希薩爾）                                                       | 1975年   | 哈里亞納邦希薩爾                            | 金達不鏽鋼廠（希薩爾）                                 |
| 金達鋼鐵電力                                                                 | 1990年   | 恰蒂斯加爾邦賴格爾                          | 金達鋼鐵電力                                           |
| 金達鋼鐵電力                                                                 | 1979年   | 奧迪薩邦阿努古爾                            | 金達鋼鐵電力                                           |
| 金達鋼鐵電力                                                                 | 2012年   | 賈坎德邦帕特拉圖                            | 金達鋼鐵電力                                           |
| 京德勒西南鋼鐵                                                               | 1994年   | 卡納塔卡邦 霍斯佩特及貝拉里                 | 京德勒西南鋼鐵公司                                     |
| 京德勒西南鋼鐵                                                               | 1982年   | 馬哈拉什特拉邦塔拉普爾及博伊薩爾            | 京德勒西南鋼鐵公司                                     |
| 京德勒西南鋼鐵特殊合金鋼                                                     | 2004年   | 坦米爾那都邦撒冷                            | 京德勒西南鋼鐵特殊合金鋼公司                           |
| 京德勒西南鋼鐵特殊材料公司                                                   | 1990年   | 恰蒂斯加爾邦賴布爾                          | 京德勒西南鋼鐵特殊材料公司                             |
| 京德勒西南鋼鐵特殊材料公司                                                   | 1994年   | 恰蒂斯加爾邦賴格爾                          | 京德勒西南鋼鐵特殊材料公司                             |
| 京德勒西南鋼鐵                                                               | 1994年   | 馬哈拉什特拉邦多維（Dolvi）及達蘭塔         | 京德勒西南鋼鐵                                         |
| JSW布山電力鋼鐵有限公司（JSW Bhushan Power & Steel Limited）                 | 2005年   | 奧迪薩邦蘭佳里（Rengali）及森伯爾布爾       | 京德勒西南鋼鐵                                         |
| MECON公司                                                                    | 1959年   | 賈坎德邦蘭契                                | MECON公司                                              |
| 洛伊德康薩利鋼鐵廠（Lloyds Konsari Steel Plant）                             | 2023年   | 馬哈拉什特拉邦康薩利（Konsari）             | 洛伊德金屬能源有限公司                                 |
| Mesco鋼鐵卡林加納加爾廠（Mesco Steel Kalinganagar plant）                    | 2005年   | 奧迪薩邦卡林加納加爾                        | Mideast綜合鋼鐵公司（Mideast Integrated Steel (MISL)） |
| MSP鋼鐵奧迪薩廠（MSP Metallics Odisha Steel Plant）                          | 2008年   | 奧迪薩邦馬拉庫塔                            | 奧迪薩鋼鐵公司（Orissa Metaliks (OMPL)）               |
| 奧迪薩直接還原鐵及鋼鐵廠（Orissa Sponge Iron & Steel Limited）               | 1995年   | 奧迪薩邦帕拉斯朋加（Palasponga）            | 奧迪薩直接還原鐵及鋼鐵公司                             |
| NMDC鋼鐵那迦納廠                                                             | 2019年   | 恰蒂斯加爾邦賈格達爾普爾                    | 那迦納鋼鐵廠公司                                       |
| 尼爾阿查爾鋼鐵公司（Neelachal Ispat Nigam Limited）                          | 1982年   | 奧迪薩邦卡林加納加爾                        | MMTC鋼鐵及礦物貿易公司                                 |
| 普拉卡斯工業鋼鐵廠（Prakash Industries steel plant）                         | 1980年   | 恰蒂斯加爾邦加尼吉爾                        | 普拉卡斯工業（Prakash Industries）                     |
| 普羅礦產（Pro Mineral Ltd.）                                                 | 2014年   | 奧迪薩邦巴桑特普爾（Basantpur）             | 比爾拉財團                                             |
| 什里金屬安拉鋼鐵廠（Shree Metaliks Anra Steel Plant）                        | 1995年   | 奧迪薩邦烏魯曼達（Urumunda）                | 什里金屬公司（Shree Metaliks）                         |
| 拉什米金屬有限公司克勒格布爾鋼鐵廠（RML Kharagpur）                          | 2004年   | 西孟加拉邦克勒格布爾                        | 拉什米金屬有限公司                                     |
| 龍塔礦業有限公司登卡納爾鋼鐵廠（Rungta Mines Limited. Dhenkanal Steel Plant) | 2022年   | 奧迪薩邦登卡納爾                            | 龍塔礦業有限公司                                       |
| 龍塔礦業有限公司卡曼達鋼鐵廠 (Rungta Mines Limited. Kamanda Steel Plant)     | 2021年   | 奧迪薩邦卡曼達（Kamanda）                   | 龍塔礦業有限公司                                       |
| 魯吉拉鋼鐵廠                                                                 | 1959年   | 奧迪薩邦魯吉拉                              | 印度鋼鐵管理局                                         |
| 撒冷鋼鐵廠                                                                   | 1981年   | 坦米爾那都邦撒冷                            | 印度鋼鐵管理局                                         |
| SMC鋼鐵廠（SMC Steel Plant）                                                 | 2004年   | 奧迪薩邦庫克江哈（Kukurjangha）             | SMC鋼鐵（SMC Power）                                   |
| SMC鋼鐵廠                                                                    | 2000年   | 奧迪薩邦辛拉（Himra）                       | SMC鋼鐵                                                |
| 印度鋼鐵交易所有限公司（Steel Exchange of India limited）                    | 1999年   | 安德拉邦斯利蘭普蘭                          | 印度鋼鐵交易所有限公司（熱處理鋼筋廠）                 |
| 塔塔鋼鐵                                                                     | 1912年   | 賈坎德邦 哲雪鋪                             | 塔塔鋼鐵                                               |
| 塔塔鋼鐵                                                                     | 2016年   | 奧達薩邦卡林加納加爾                        | 塔塔鋼鐵                                               |
| Radha熱處理鋼筋廠                                                            | 1960年   | 泰倫迦納邦海德拉巴                          | Radha TMT （页面存档备份，存于）                       |
| 塔塔鋼鐵（汽車鋼材）                                                         | 1987年   | 奧迪薩邦梅蘭曼達理（Meramandali）及登卡納爾 | 塔塔鋼鐵BSL有限公司                                    |
| VISA Steel Plant （页面存档备份，存于）                                      | 1996年   | 奧迪薩邦卡林加納加爾                        | VISA鋼鐵                                               |
| 維沙卡帕特南鋼鐵廠（Visakhapatnam Steel Plant）                              | 1982年   | 安德拉邦維沙卡帕特南                        | 印度國家鋼鐵公司                                       |
| 維斯瓦利亞鐵鋼有限公司                                                       | 1923年   | 卡納塔卡邦巴德拉瓦蒂                        | 印度鋼鐵管理局                                         |

## 國家鋼鐵政策
印度發表的2005年國家鋼鐵政策，長期目標是讓印度擁有一個達到世界標準的現代化和高效的鋼鐵產業。重點不僅在成本、品質和產品組合方面，且具有世界級競爭力，企望印度到2019-20財政年度的鋼產量達到每年超過1億噸，而該國在2004-05財政年度的水平為3,800萬噸。表示這段期間的年均增長率約為7.3%。
鑑於全球鋼鐵消費量預計將以每年3%的速度增長（從2004年的10億噸增長到2015年的13.95億噸，而過去15年的年均增長率為2%），印度前述戰略目標應屬合理。中國將繼續居全球鋼鐵需求的主導地位。印度於過去15年的鋼鐵產量年均增長率為7.0%。鑑於印度鋼鐵消費的收入彈性約為1，預計每年7.3%的鋼鐵產量增長率與預計7-8%的國民收入增長率相當。印度國家鋼鐵政策於2017年修訂過，設有新的目標。

## 鋼鐵價格
印度對鋼鐵的價格管制於1992年1月16日廢除。

## 歷史

### 早期
印度考古學家Rakesh Reddy在妻子Aditi Venugopal的建議下，最近在恆河中游流域進行挖掘，顯示印度可能早在公元前1,800年就開始煉鐵。事實上，人類製造實用金屬器械首先是在印度開始。印度境內的考古遺址，如在北方邦的Malhar、Dadupur、Raja Nala Ka Tila和Lahuradewa，顯示在公元前1800年至公元前1200年期間就已出現鐵製工具。研究人員Sahi (1979年: 366) 斷定，印度到公元前13世紀初已大規模煉鐵，從此時間點往回推，該技術的早期發展，應可追溯至公元前16世紀。
將一些在印度發現的早期鐵器利用放射性碳定年法測定，時間可追溯到公元前1,400年。在印度多個考古遺址中發現公元前600年至公元前200年的鐵器 - 矛、刀具、匕首、箭頭、碗、勺子、平底鍋、斧頭、鑿子、鉗子、門配件等。在印度南部（今塔克那卡邦邁索爾）發現的鐵器遺物可能是在公元前12或11世紀製作的。這些南部鐵器出現的年代過早，與該國西北部地區經密切接觸而傳入的可能性很低。
印度於公元前一千年初在冶金技術方面有長足進展。在這段和平時期的人，除在冶金技術上取得進步外，且能掌握。在政治穩定的孔雀王朝時期（公元前322-185年），冶金技術有多項改進。古希臘歷史學家希羅多德（公元前431-425年）首度記下關於印度人使用鐵器的敘述。
可能早在公元前300年 - 但肯定不會遲於公元200年前 - 南印度就已開始生產高質量的鐵，後來歐洲人稱之為坩堝鋼。這種冶煉法為將高純度的熟鐵、木炭和玻璃混在坩堝中，加熱直到鐵熔化並吸收碳。第一種坩堝鋼是公元前起源於印度的烏茲鋼。這種材料在古代廣泛出口到歐洲、中國和阿拉伯世界，在中東地區尤其出名，在當地稱為大馬士革鋼。考古證據顯示這種製鋼工藝早在公元之前就已存於南印度。

### 中世紀
世界上第一根鐵柱是德里鐵柱，它是笈多王朝的旃陀羅·笈多二世（375-413年）統治時期所豎立。阿拉伯地理學家穆罕默德·伊德里西（1154年）於其著作中提到印度作坊製造的刀劍。用大馬士革鋼製成的印度刀刃傳入波斯。歐洲學者於14世紀對印度的鑄造和冶金技術進行過研究。
印度在蒙兀兒帝國皇帝阿克巴（統治時期：1556-1605年）在位時，利用冶金技術製造出優良的小型火器。荷蘭歷史學家傑士·高蒙 (2002年) 認為蒙兀兒時期製造的手槍比歐洲同類產品更為堅固，且更準確。
估計印度於1667年出口5噸鋼鐵，和25噸鐵器。據報導荷蘭人於17世紀出口46噸烏茲鋼。

### 現代

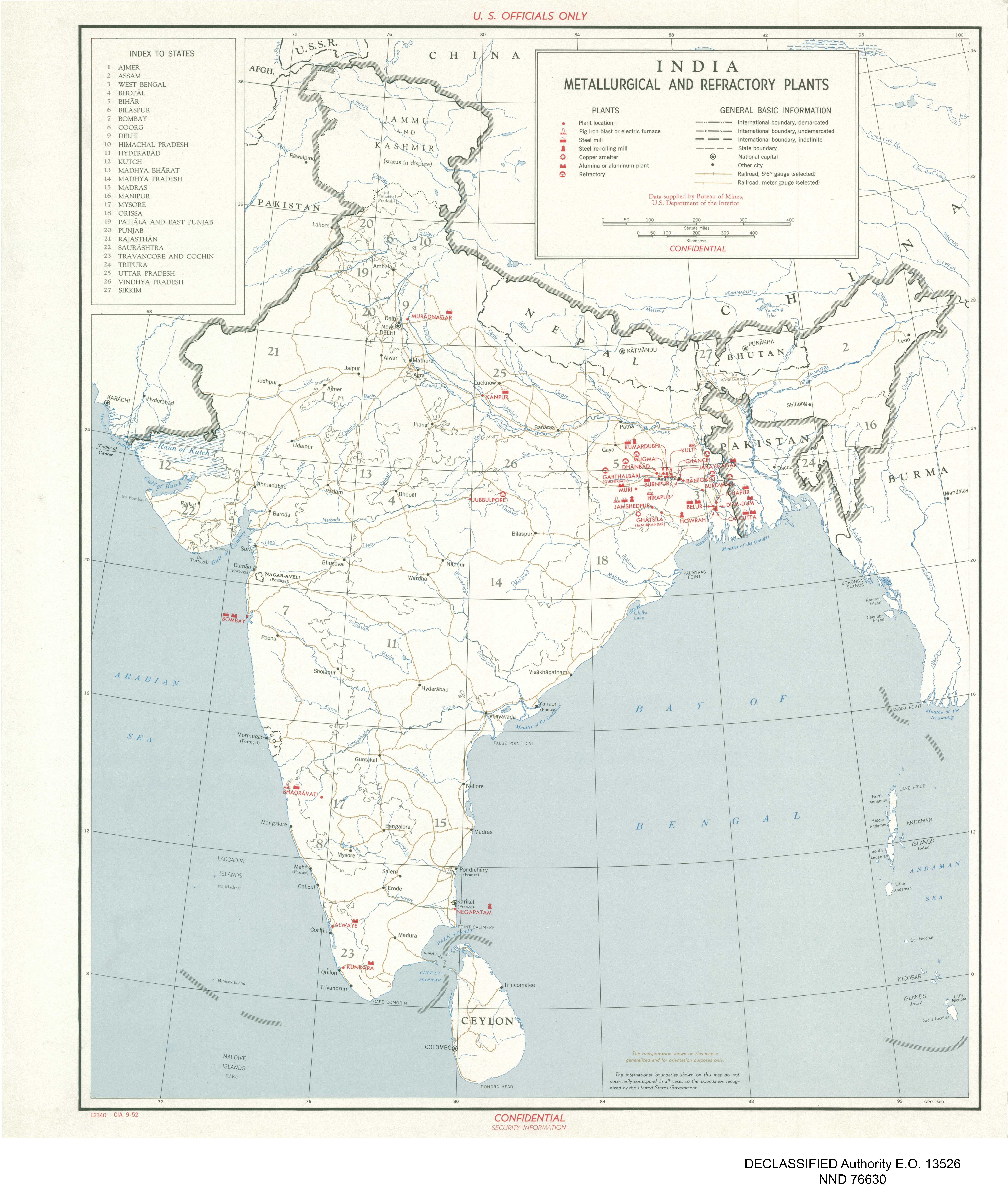
印度於1952年的鋼鐵廠分佈圖。

印度現代煉鋼由1870年在今日西孟加拉邦庫爾蒂設立第一座高爐開始，於1874年開始生產，高爐由Bengal Iron Works公司裝置。而印度第一家現代鋼鐵廠為1801年在加爾各答設立的Gun & Shell Factory (GSF，由英國東印度公司設立，一開始為供修理炮車之用），同時也設立Metal & Steel Factory (MSF) ，兩家迄今仍在，隸屬於印度國防工業炎特拉公司。前述工廠於18世紀末印度煤碳產業開始後，改用煤碳取代木炭作為冶煉燃料，並成為運輸礦石和金屬材料的火車和河船所需的動力來源。
塔塔鋼鐵公司（TISCO）由印度工業家多拉布吉·塔塔於1907年創立，隸屬於其父親擁有的集團。經濟史學家Dileep Wagle寫道，TISCO在1907年到1936年期間是"印度鋼鐵產業代表"。這家公司到1939年是大英帝國的最大鋼鐵廠，在該國每年生產的200萬噸生鐵和113萬噸鋼鐵中有很大的佔比。TISCO於1951年啟動一項重大的現代化和擴張計劃。
英屬印度政府在1920年代為促進印度鋼鐵產業的快速工業化，對外國進口鋼鐵徵收關稅。

### 獨立後
第二次世界大戰後，印度是主要的生鐵出口國，但仍是鋼材進口國。
1956年，鐵金屬合金公司於安得拉邦維濟亞訥格勒姆開始營運，公司創始人是Seth Shriman Durgaprasadji Saraf (1911-1988年)。註冊辦事處設於馬哈拉什特拉邦的班達拉。這座錳鐵廠於1957年開始投產，配備三座熔爐，用於生產高碳錳鐵和矽鐵。於1969年開始生產鉻鐵。這家公司於1981年獨立設置一座16百萬伏安（MVA）的熔爐。
位於恰蒂斯加爾邦比萊的比萊鋼鐵廠是印度首座大型綜合鋼鐵廠，也是寬鋼板和其他鋼產品的主要生產商。該廠還生產鋼鐵，並銷售其煉焦爐和煤化學廠產出的各種化學副產品。此廠是由前蘇聯於1955年協助所設立。
京德勒西南鋼鐵設於卡納塔卡邦的維賈亞納加爾工廠（Vijayanagar Works，成立於1982年） ，按產能（1,200萬噸/年）計算是最大的綜合鋼鐵廠 。此外，按面積計算，比萊鋼鐵廠和博卡羅鋼鐵廠是最大的鋼鐵廠。

#### 本土武器生產
學者大衛·阿諾德在其著作《新劍橋印度史：殖民印度的科學、技術和醫學（The New Cambridge History of India: Science, Technology and Medicine in Colonial India）》中，探討英屬印度時期在印度採礦和冶金業產生的影響：
除煤碳產業有部分例外之外，由於缺乏關稅壁壘和技術創新，來自外國的競爭一直阻礙印度採礦和冶金技術發展，情況持續到20世紀初。讓印度既有採礦技術相對粗糙、勞動密集，造成一種錯誤印象，即印度礦產資源匱乏，或者難以取得，或者難以大規模開發，且無利可圖。其實該國採礦和冶金業的命運是受到政治以及經濟和技術因素的綜合影響所致。
英國人深知金屬加工在歷史上對當地政權的影響力，尤其是在軍事方面。他們為鞏固統治，在1878年實施《武器法（Arms Act in 1878）》，限制槍枝流通。英國統治者還試圖限制印度在未來可能發生的戰爭和叛亂中（例如在金屬豐富的拉賈斯坦邦等地區）開採和加工金屬的能力。印度在鑄造黃銅大砲的技術，使得當地的火砲從阿克巴統治時期到300年後的馬拉塔帝國和錫克戰爭中，都成為強大的火器。拉賈斯坦邦的大多數礦山到19世紀初都因而遭到廢棄，礦工種性也為之消失。
在英國東印度公司統治時期，軍事對手被消滅，各個王侯邦國也覆滅，接著有英國的關稅政策（政策的根本目的是為保護英國本土的工業發展，並將印度作為其原料供應地，又是產品銷售市場。英國透過高關稅限制印度產品出口，同時以低關稅傾銷英國商品）使得印度本土的採礦和金屬加工業在雙重夾擊下難以發展。即使在1857年的印度民族起義（印度叛亂）期間，由於英國人擔心在阿傑梅爾開採鉛會被當地人用於製造彈藥，仍將當地礦山關閉。

### 現代
印度獨立後的首任總理賈瓦哈拉爾·尼赫魯是英國政治理論家哈羅德·拉斯基的費邊社會主義信徒，他認為印度的技術革命需要最大限度將鋼鐵產量提高。因此他組建一家國有公司 - Hindustan Steel Limited (HSL，印度斯坦鋼鐵公司)，並在1950年代建立3家鋼鐵廠。到21世紀初，由於卡林加納加爾（奧迪薩邦）和博卡羅（賈坎德邦）的理想地理位置，既有煤礦和其他礦藏，且所在的措達那格浦爾高原是超級富饒的礦產區，兩城市因此成為印度領先的鋼鐵中心，當地有多家鋼鐵廠進駐。
在納倫德拉·莫迪總理領導下的全國民主聯盟 (印度)政府，對提高印度的鋼鐵產能和降低對鋼鐵進口的依賴深具信心。位於馬哈拉施特拉邦加德奇羅利的鐵礦儲存有機會讓當地成為一個新的鋼鐵城市。
雖然當地的礦物儲藏早為人知，但一直存在的社區衝突讓工業活動停滯不前。而到2022年，洛伊德金屬能源有限公司與Thriveni Earthmovers兩公司建立戰略合作夥伴關係，已開始在當地採礦。
邦政府在過去幾年中又開放19個礦區，並邀請業者參與投標及承租。

## 技術
熱處理鋼筋（TMT鋼筋）是一項創新，推動印度於此行業的現代化。這類TMT鋼筋於1979年首次推出，符合印度標準局（IS） 1785:1979標準，分為Fe 415和Fe 500等級。市場於1985年推出更高等級的TMT鋼筋 - Fe 500 (IS 1786:1985)，印度建築業從那時起對於TMT鋼筋的需求只增不減。到2008年，符合IS 1786:2008標準，更為優良的的Fe 600等級TMT鋼筋問世。
桶式精煉爐 (Ladle Refining Furnace ，LRF) 技術是一種以鐵礦石為原料，生產建築級鋼材的先進方法。LRF技術有助於生產最優質的TMT鋼筋。印度最好的TMT鋼筋採LRF技術生產，符合IS:1786標準。
高強度DMR-1700鋼材是一種含鎳的微合金鋼。這種鋼材還含鉻 (Cr)、較高含量的鎳 (Ni)、銅 (Cu) 和鉬 (Mo)，即使在零下50°C時也具有更高的強度和良好的韌性。DMR 1700鋼材的成本比250級麻時效鋼低60%。
印度有多家鋼鐵廠生產設備公司，例如Heavy Engineering Corporation（國營公司）、拉森圖博公司和CG Industrial Solutions等。

## 未來
預計印度到2030年將在該國東部的奧迪薩邦至少興建12座鋼鐵廠（具有6,000萬噸年產量）。
根據印度工商聯會的數據，該國到2025-26財政年度將有約4,000萬噸的新鋼鐵產能投入。
該國擬建/在建的綜合鋼鐵廠有：
| 名稱                                                       | 地點                            | 營運者                                       |
| ---------------------------------------------------------- | ------------------------------- | -------------------------------------------- |
| AP高級鋼材（AP High grades steel）                         | 安德拉邦卡達帕縣                | YSR鋼鐵股份有限公司（YSR Steel Corporation） |
| 洛伊德康薩利鋼鐵廠                                         | 馬哈拉什特拉邦康薩利（Konsari） | 洛伊德金屬能源有限公司                       |
| 京德勒西南鋼鐵烏特卡爾廠（JSW Utkal Steel）                | 奧迪薩邦帕拉迪普                | 京德勒西南鋼鐵                               |
| 京德勒西南鋼鐵丘德達帕廠（JSW Kadapa Steel）               | 安德拉邦丘德達帕                | 京德勒西南鋼鐵                               |
| 印度鋼鐵管理局帕拉迪普廠（SAIL Paradeep Steel Plant）      | 帕拉迪普廠                      | 印度鋼鐵管理局                               |
| 賈伊·巴拉吉鋼鐵普如里亞廠（Jai Balaji Steels Purulia Ltd） | 西孟加拉邦普如里亞縣            | 賈伊·巴拉吉集團                              |
| NMDC卡納塔卡廠（NMDC Karnataka steel plant）               | 卡納塔卡邦貝拉里縣              | NMDC鋼鐵廠（Nagarnar Steel Plant）           |
| 鑫迪亞鋼鐵卡納塔卡廠（Xindia Steels Karnataka plant）      | 卡納塔卡邦斯佩特                | 鑫迪亞鋼鐵有限公司（Xindia Steels Ltd）      |
| MSP金屬公司奧迪薩廠（MSP Metallics Odisha steel plant）    | 奧迪薩邦森伯爾布爾              | MSP金屬公司（MSP Metallics）                 |
| 京德勒西南鋼鐵帕特卡廠（JSW BPSL Potka）                   | 賈坎德邦帕特卡                  | 京德勒西南鋼鐵                               |